# Баранцев, Денис Александрович
Денис Александрович Баранцев (12 апреля 1992, Тольятти, Россия) — российский хоккеист, защитник.

## Карьера
Воспитанник тольяттинского хоккея. Начал свою профессиональную карьеру в 2009 году в составе подмосковного клуба Молодёжной хоккейной лиги «Шериф», выступая до этого за фарм-клуб родной тольяттинской «Лады». В своём дебютном сезоне провёл 62 матча, в которых набрал 18 (7+11) очков. В следующем сезоне результативность Баранцева пошла на убыль — в 54 проведённых матчах он набрал 9 (4+5) очков.
Перед стартом сезона 2011/12 стал привлекаться к тренировкам с основной командой «Динамо», начал год в МХЛ. 12 октября 2011 года в матче против «Югры» Баранцев дебютировал в Континентальной хоккейной лиге, проведя на площадке больше двух минут. Всего в своём первом сезоне на высшем уровне принял участие в 14 матчах, став вместе с командой обладателем Кубка Гагарина.
В сезоне 2014/15 и 2018/19 играл в матчах Еврохоккейтура.

## Достижения
- Участник Кубка Вызова 2012.
- Обладатель Кубка Гагарина (2): 2012, 2013.

## Статистика
| Легенда | Легенда                    | Легенда | Легенда                   | Легенда | Легенда    |
| ------- | -------------------------- | ------- | ------------------------- | ------- | ---------- |
| И       | Количество проведённых игр | Штр     | Штрафное время            | +/−     | Плюс-минус |
| Г       | Голы                       | П       | Голевые передачи          | О       | Очки       |
| -       | Статистика неизвестна      | —       | Статистика не учитывалась |         |            |